# Майорівська сільська рада (Біляївський район)
Майо́рівська сільська́ ра́да — колишня адміністративно-територіальна одиниця в Біляївському районі Одеської області. Адміністративний центр — село Майори.
12 серпня 2015 року в рамках адміністративно-територіальної реформи 2015 року Майорівська сільська рада увійшла до складу новоствореної Біляївської міської об'єднаної територіальної громади.

## Загальні відомості
Майорівська сільська рада утворена в 1963 році.
- Територія ради: 56,439 км²
- Населення ради: 1 821 особа (станом на 2001 рік)

## Населені пункти
Сільській раді підпорядковані населені пункти:
- с. Майори
- с. Повстанське

## Населення
Згідно з переписом 1989 року населення сільської ради становило 1796 осіб, з яких 860 чоловіків та 936 жінок.
За переписом населення 2001 року в сільській раді мешкало 1816 осіб.

### Мова
Розподіл населення за рідною мовою за даними перепису 2001 року:
| Мова       | Відсоток |
| ---------- | -------- |
| українська | 77,16 %  |
| російська  | 19,71 %  |
| молдовська | 1,76 %   |
| болгарська | 0,66 %   |
| білоруська | 0,33 %   |
| гагаузька  | 0,11 %   |
| румунська  | 0,05 %   |

## Склад ради
Рада складалася з 18 депутатів та голови.
- Голова ради: Журавльова Ольга Василівна
- Секретар ради: Мартолога Валентина Іванівна

### Керівний склад попередніх скликань
| Прізвище, ім'я, по батькові | Основні відомості                                                                     | Дата обрання | Дата звільнення |
| --------------------------- | ------------------------------------------------------------------------------------- | ------------ | --------------- |
| Журавльова Ольга Василівна  | Сільський голова, 1958 року народження, освіта незакінчена вища, член Партії регіонів | 26.03.2006   |                 |
| Журавльова Ольга Василівна  | Сільський голова, 1958 року народження, освіта незакінчена вища, член Партії регіонів | 31.10.2010   |                 |

Примітка: таблиця складена за даними сайту Верховної Ради України

### Депутати
За результатами місцевих виборів 2010 року депутатами ради стали:

#### За суб'єктами висування
| Суб'єкт висування | Кількість обраних депутатів | %    |
| ----------------- | --------------------------- | ---- |
| Партія регіонів   | 12                          | 66,7 |
| Народна партія    | 5                           | 27,8 |
| Самовисування     | 1                           | 5,6  |

#### За округами
| № округу        | Прізвище, ім'я, по батькові     | Дата визнання обраним | Освіта             | Партійна приналежність | Відомості про обраного депутата                              |
| --------------- | ------------------------------- | --------------------- | ------------------ | ---------------------- | ------------------------------------------------------------ |
| Народна Партія  |                                 |                       |                    |                        |                                                              |
| 4               | Парандюк Володимир Васильович   | 01.11.2010            | середня            | член Народної партії   | Майорівський сільський будинок культури, директор            |
| 6               | Чеботар Ольга Миколаївна        | 01.11.2010            | вища               | член Народної партії   | МРАКС «Ріпак», завідувачка складом                           |
| 7               | Галайко Василь Григорович       | 01.11.2010            | середня            | член Народної партії   | МРАКС «Ріпак», головний агроном                              |
| 11              | Шаїн Анатолій Федорович         | 01.11.2010            | середня            | член Народної партії   | МРАКС «Ріпак», водій                                         |
| 18              | Меркулова Марія Олексіївна      | 01.11.2010            | вища               | член Народної партії   | МРАКС «Ріпак», головний спеціаліст з охорони праці           |
| Партія регіонів |                                 |                       |                    |                        |                                                              |
| 1               | Атаманюк Сергій Васильович      | 01.11.2010            | середня спеціальна | член Партії регіонів   | тимчасово не працює                                          |
| 2               | Пулік Наталія Миколаївна        | 01.11.2010            | вища               | член Партії регіонів   | Майорівська загальноосвітня школа, вчитель початкових класів |
| 3               | Горищенко Катерина Василівна    | 01.11.2010            | середня            | позапартійна           | ПП «Навігатор», продавець                                    |
| 5               | Бугрова Тетяна Адамівна         | 01.11.2010            | середня спеціальна | член Партії регіонів   | приватний підприємець «Літвінова», продавець                 |
| 8               | Єлісєєв Володимир Вікторович    | 01.11.2010            | середня            | член Партії регіонів   | тимчасово не працює                                          |
| 9               | Ковбель Олена Григорівна        | 01.11.2010            | вища               | позапартійна           | тимчасово не працює                                          |
| 12              | Донскіх Любов Павлівна          | 01.11.2010            | вища               | член Партії регіонів   | Майорівський сільський будинок культури, керівник гуртка     |
| 13              | Мартолога Валентина Іванівна    | 01.11.2010            | вища               | член Партії регіонів   | тимчасово не працює                                          |
| 14              | Павлюк Раїса Михайлівна         | 01.11.2010            | середня            | позапартійна           | пенсіонер                                                    |
| 15              | Літвінова Тетяна Василівна      | 01.11.2010            | середня спеціальна | член Партії регіонів   | приватний підприємець «Літвінова», завідувачка магазину      |
| 16              | Прихач Олена Михайлівна         | 01.11.2010            | середня спеціальна | член Партії регіонів   | тимчасово не працює                                          |
| 17              | Осадчий Володимир Вікторович    | 01.11.2010            | середня спеціальна | позапартійний          | тимчасово не працює                                          |
| Самовисування   |                                 |                       |                    |                        |                                                              |
| 10              | Жуковський Сергій Станіславович | 01.11.2010            | середня            | позапартійний          | тимчасово не працює                                          |